# Watervliet, Belgien
Watervliet är en ort i Belgien.   Den ligger i provinsen Östflandern och regionen Flandern, i den nordvästra delen av landet, 70 km nordväst om huvudstaden Bryssel. Watervliet ligger 2 meter över havet och antalet invånare är 1 642.
Terrängen runt Watervliet är mycket platt. Runt Watervliet är det ganska tätbefolkat, med 166 invånare per kvadratkilometer.. Närmaste större samhälle är Evergem, 19,6 km söder om Watervliet. 
Trakten runt Watervliet består till största delen av jordbruksmark.